# Сити-Чесс

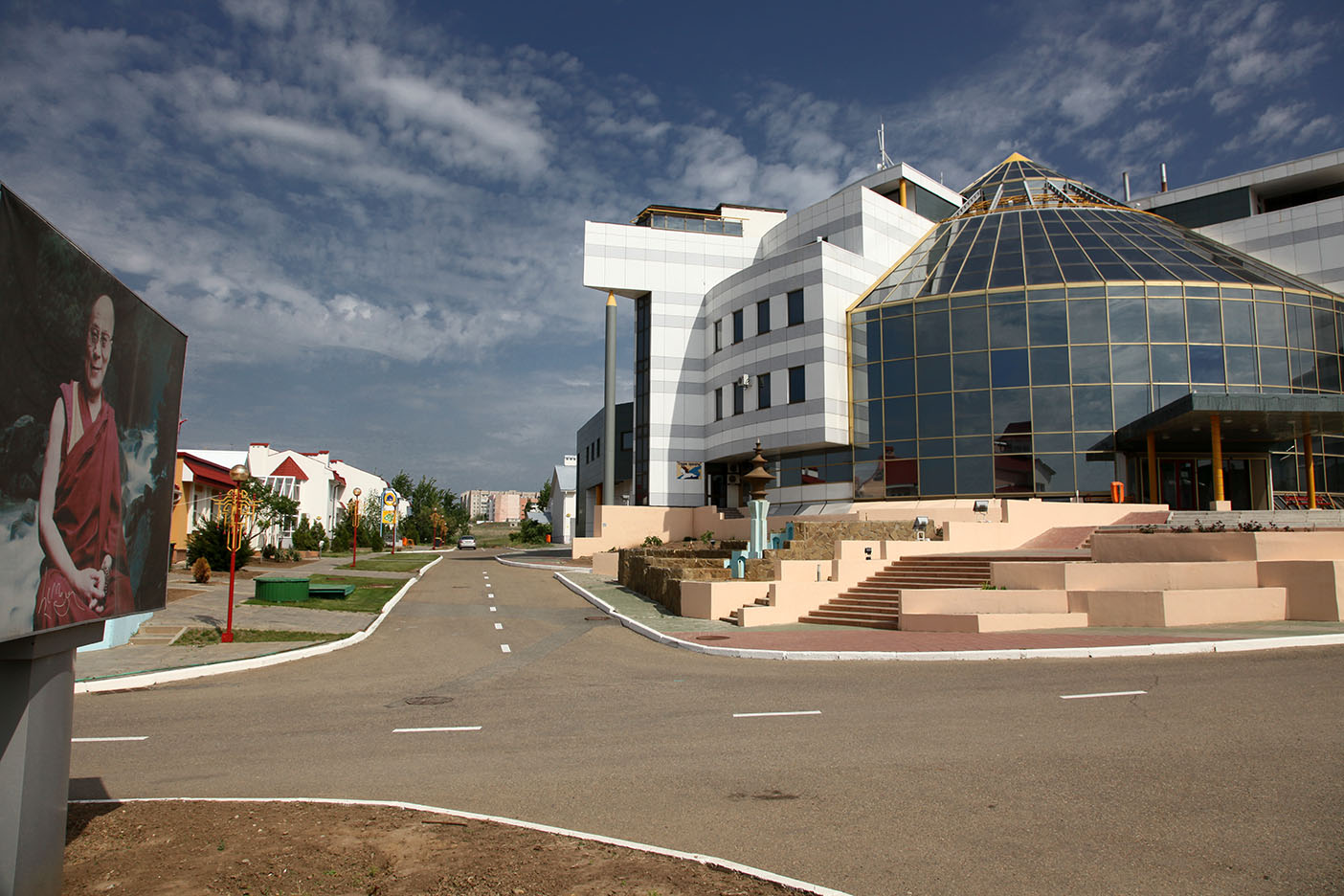
Сити-Чесс

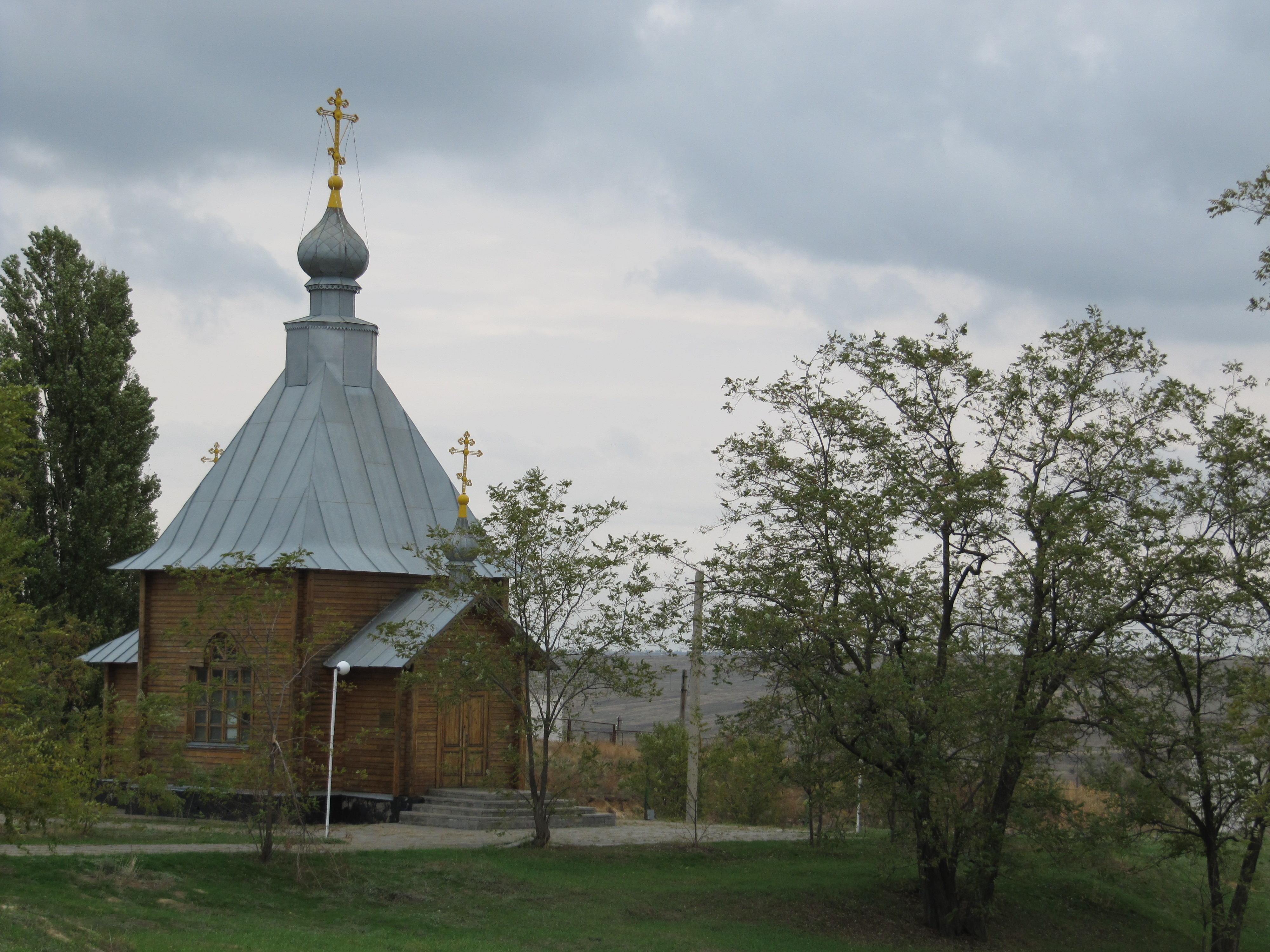
Часовня святого Георгия Победоносца

Сити-Чесс, или Город Шахмат — общественно-деловой, культурный и жилой комплекс, расположенный к юго-востоку от Элисты.

## История
Построен в связи с проведением в Элисте XXXIII шахматной олимпиады в 1998 году. Комплекс построен по проекту архитекторов С. Курнеева, Л. Амнинова и А. Босчаева. Центральный объект — Дворец шахмат (Сити-Чесс-холл), напоминающий калмыцкую кибитку, в котором проходила шахматная олимпиада и 69-й конгресс ФИДЕ. По проекту здесь должно быть 87 двух-восьмиквартирных коттеджей в 1 и 3 этажа, 150 квартир, отвечающих европейским стандартам, и два общественных объекта общей площадью 37 тыс. кв. м., коттеджи пяти типов: жилые дома, жилые дома с мансардой, односекционные дома, жилые дома террасного типа, жилые дома усадебного типа.
Сити-Чесс после проведения нескольких международных биеннале стал традиционным местом проведения международных и общероссийских форумов, соревнований, деловых симпозиумов, выставок, научных и культурных встреч. В 2001 году был открыт Музей шахматной славы в Сити-Чесс-холле. Основной фонд музея составляет более 3,5 тысяч единиц хранения. Он включает в себя коллекцию Михаила Таля из почти 3 тысяч единиц. В 2011 году в музее была произведена реконструкция. По решению администрации Города Шахмат музею было присвоено имя чемпиона мира по шахматам Михаила Таля.
Территорию комплекса украшают десятки художественных скульптурных композиций, выполненных участниками международного симпозиума скульпторов «Планета Каисса» в 1998 году. На центральной аллее установлена Золотая корона, названная скульптором В. Васькиным Йорял (Благопожелание). На территории Сити-Чесс находится православная часовня святого Георгия Победоносца.
5 апреля 2012 года в день 50-летнего юбилея Кирсана Илюмжинова главная площадь Сити-Чесс была названа его именем.

## Статус
В настоящее время «Город шахмат» — это административно-территориальное образование с особым статусом, которое имеет свои органы управления, нормативную базу, службы жизнеобеспечения. Площадь земель в пределах черты градостроительного образования «Сити Чесс» составляет 593,6 га.
Тем не менее, в ОКАТО и ОКТМО Сити-Чесс отсутствует, население учитывается как население города Элисты.